# فرامرز قریبیان
فرامرز قریبیان (زادهٔ ۲۷ آبان ۱۳۲۰) بازیگر و کارگردان سابق ایرانی است. او سه بار سیمرغ بلورین بهترین بازیگر مرد جشنوارهٔ فیلم فجر را بابت نقش‌آفرینی در ترن (۱۳۶۶)، بندر مه‌آلود (۱۳۷۱) و مرد بارانی (۱۳۷۸) کسب کرده‌است. آخرین حضور او در سینما مربوط به بازی در خروج (۱۳۹۸) بود که برایش نامزد دریافت سیمرغ بلورین بهترین بازیگر مرد شد.
قریبیان پدر سام قریبیان، بازیگر و فیلم‌ساز ایرانی، است که در ۱۳۹۱ فیلم گناهکاران به نویسندگی او را کارگردانی کرد. او در سال ۱۳۹۸ از حرفه بازیگری کناره‌گیری کرد و دلیلش را «نداشتن حوصلهٔ غرض ورزی‌های مسئولان» اعلام کرد.

## زندگی
قریبیان در سال ۱۳۲۰ در کوچهٔ آبشار، خیابان ری، تهران متولد شد. وی از طرف مادری تفرشی و از طرف پدری‌، تبار «تهران قدیم» را دارد. دارای تحصیلات ناتمام در رشته بازیگری مدرسه ویژوال آرت آمریکا است و فعالیت سینمایش را با همکاری در استودیو آژیر فیلم در سال۱۳۳۷ با کمک و حمایت ساموئل خاچیکیان آغاز کرد و سپس پس از بازی در فیلم کوتاه مستوره با دستیاری کارگردان و ایفای نقش کوتاهی در فیلم بیگانه بیا ساخته مسعود کیمیایی بازیگری حرفه ای در سال ۱۳۴۵ آغاز کرد. سپس به دلیل مسافرت به خارج از کشور چند سالی از سینما دور بود.
در سال ۱۳۵۱ بار دیگر در فیلمی از مسعود کیمیایی به نام خاک بازی کرد و برای بازی درخشانش جایزه بهترین بازیگر مکمل را از جشنواره دریافت نمود و سپس بازی خوب و روانش در فیلم گوزنها در کنار بهروز وثوقی، نام او را سر زبان‌ها انداخت. غزل در سال ۱۳۵۵ سومین همکاری او با مسعود کیمیایی بود. در سال ۱۳۵۷ جلوی دوربین بهمن فرمان آرا و در فیلم سایه‌های بلند باد رفت و پس از انقلاب و در دههٔ شصت در فیلم‌های بسیاری بازی کرد. سمندر در سال ۱۳۶۴ دیگر فیلم موفق او بود. قریبیان در سال ۱۳۶۵ کارگردانی را با فیلم قابل قبول جدال در تاسوکی آغاز نمود و در سال ۱۳۶۶ در فیلم ترن به کارگردانی امیر قویدل ایفای نقش کرد و توانست از ششمین دوره جشنواره فیلم فجر سیمرغ بلورین بهترین بازیگر نقش اول مرد را دریافت کند که با عدم حضورش در جشنواره حاضر نشد جایزه اش را از دست محمد خاتمی که آنزمان وزیر فرهنگ و ارشاد وقت بود و نظر تندی نسبت به بازیگران قبل از انقلاب داشت دریافت کند. او در همین سال بازی در فیلم موفق کانی مانگا را در کارنامه خود ثبت کرد.

فرامرز قریبیان در جوانی

در سال ۱۳۷۰، پس از ۱۵ سال، بار دیگر در فیلمی از مسعود کیمیایی به نام ردپای گرگ بازی کرد و نامزد دریافت سیمرغ بلورین شد. او در این فیلم بازی درخشانی را به نمایش گذاشت، اما مزد بازی خوبش در این فیلم را از یازدهمین دوره جشنواره فیلم فجر بخاطر بازی در فیلم بندر مه‌آلود ۱۳۷۱ گرفت و توانست جایزه سیمرغ بلورین را از آن خود کند. وی در سال ۱۳۷۳ با فیلم تجارت بار دیگر جلوی دوربین مسعود کیمیایی ظاهر شد.
قریبیان در سال ۱۳۷۴ دومین فیلم خود را کارگردانی کرد. قانون یک فیلم پلیسی معمولی بود که برای قریبیان امتیازی به حساب نمی‌آمد. یاغی در سال ۱۳۷۶ به کارگردانی جهانگیر جهانگیری دیگر فیلم قابل توجه او شد. اما قریبیان توانایی‌هایش در کارگردانی را در سال ۱۳۷۸ با فیلم چشمهایش ثابت کرد. فیلمی خوش ساخت با فصل‌هایی ماندگار که با نگاه به داستان داش آکل صادق هدایت ساخته شده بود. او که به عنوان بازیگر نقش اصلی نیز در این فیلم حضور داشت موفق به دریافت جایزه بهترین بازیگر نقش اول مرد جشنواره فیلم حراره در سال ۲۰۰۱ شد.
قریبیان سومین سیمرغ بلورین بهترین بازیگر نقش اول مرد، در هجدهمین دوره جشنواره فیلم فجر را برای بازی درخشان خود در فیلم مرد بارانی به کارگردانی ابوالحسن داوودی به‌دست‌آورد. قریبیان طی دو سال متوالی در سال‌های ۱۳۸۱ و ۱۳۸۲ جلوی دوربین اصغر فرهادی رفت و به ترتیب در فیلم‌های رقص در غبار و شهر زیبا در دو نقش متفاوت به ایفای نقش پرداخت. بازی درخشان او در رقص در غبار مورد توجه منتقدان قرار گرفت و موفق شد جایزه بهترین بازیگر نقش مکمل مرد را از جشنواره فیلم آسیا پاسیفیک و جایزه گرگ نقره‌ای را از جشنواره بین‌المللی فیلم مسکو ۲۰۰۳ به دست آورد و همچنین برای ایفای نقش در شهر زیبا جایزه ویژه هیئت داوران جشنواره بین‌المللی فیلم هند ۲۰۰۴ را از آن خود نماید. قریبیان در سال ۱۳۸۴ در فیلم رویای خیس ساخته پوران درخشنده به ایفای نقش پرداخت و در سال ۱۳۸۵ بار دیگر در فیلمی از مسعود کیمیایی به نام رئیس ظاهر شد. وی در سال ۱۳۸۹ با فیلم آلزایمر نقش متفاوت دیگری را تجربه کرد و دیپلم افتخار جشنواره فیلم فجر را از آن خود کرد. قریبیان به همراه پسرش سام قریبیان در سال ۱۳۹۲ گناهکاران را کارگردانی کرد که نامزد سیمرغ بلورین بهترین فیلم جشنواره فجر شد. فیلمی با ژانر هیجان انگیز و معمایی که به عنوان یکی از نامزدهای نهایی بهترین فیلم سی و یکمین دوره جشنواره فیلم فجر انتخاب شد. او که خود نیز در این فیلم به ایفای نقش پرداخت توانست جایزهٔ بهترین بازیگر نقش اول مرد جشنواره سپنتا سانفرانسیسکو را در سال ۲۰۱۴ به دست آورد. مسعود کیمیایی کارگردان سرشناس سینمای ایران در مصاحبه‌هایی جداگانه، فرامرز قریبیان را بهترین بازیگر فیلم‌های خود دانسته‌است. قریبیان در بهمن ماه ۹۸ پس از بازی در فیلم خروج از دنیای بازیگری خداحافظی کرد و در همان سال هم از طرف وزارت فرهنگ و ارشاد نشان درجه یک هنری معادل با دکترای افتخاری را دریافت نمود.

## فیلم‌شناسی

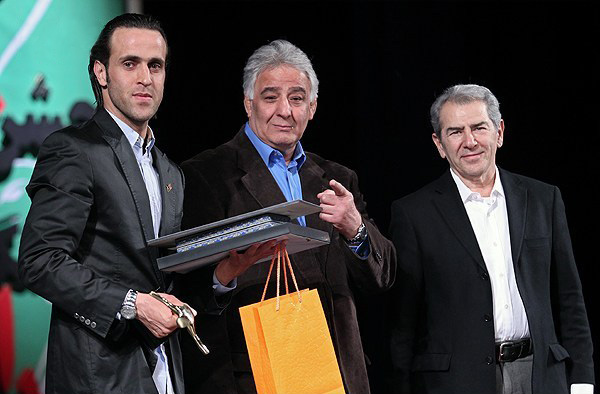
فرامرز قریبیان (راست)، محمدرضا طالقانی و علی کریمی

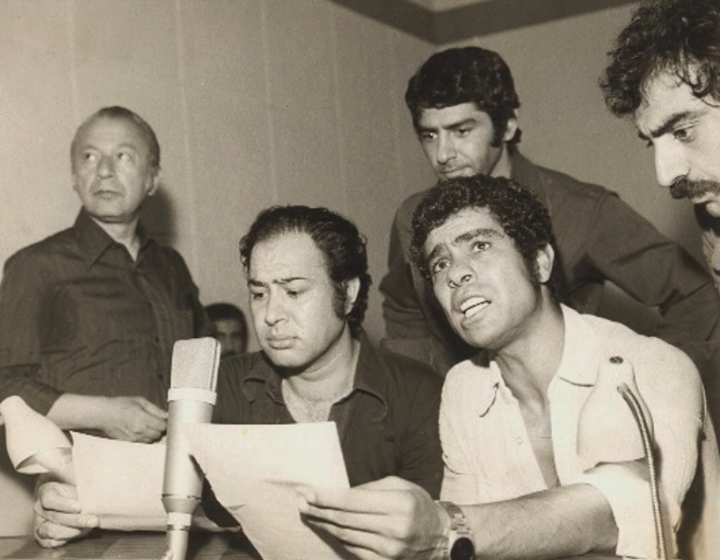
دوبله گوزن‌ها ۱۳۵۳ - از راست به چپ مسعود کیمیایی، بهروز وثوقی، فرامرز قریبیان، حسین عرفانی و علی کسمایی

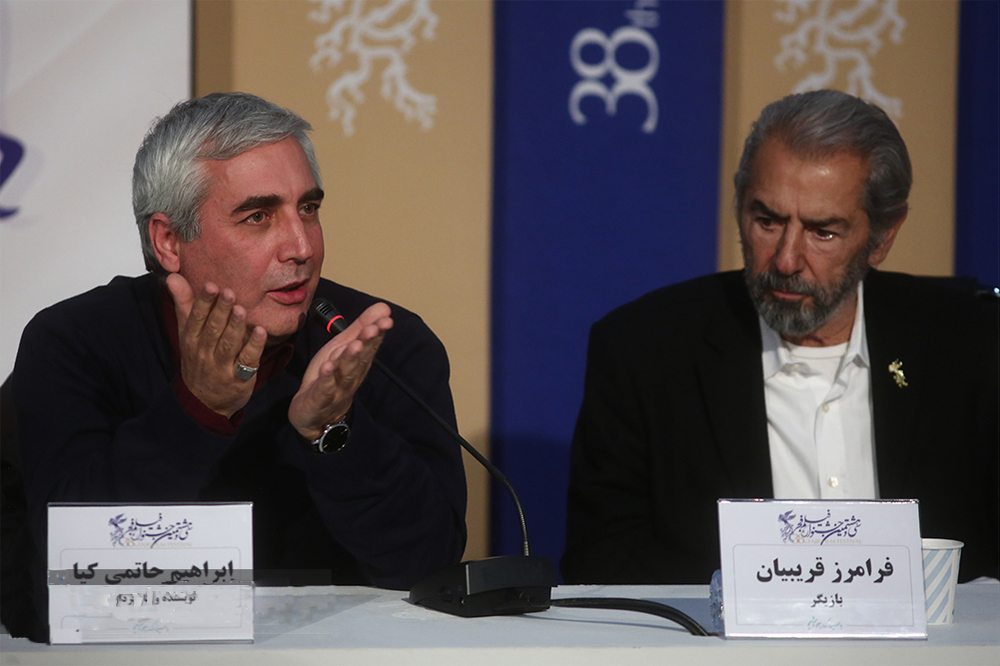
نشست خبری فیلم خروج

| سال     | نام فیلم                        |
| ------- | ------------------------------- |
| ۱۳۹۸    | خروج                            |
| ۱۳۹۳    | ۳۶۰ درجه                        |
| ۱۳۹۳    | چهارشنبه خون به پا می‌شود        |
| ۱۳۹۲    | پیدا و پنهان (مجموعه تلویزیونی) |
| ۱۳۹۱    | تکیه بر باد (مجموعه تلویزیونی)  |
| ۱۳۹۰    | گناهکاران                       |
| ۱۳۸۹    | بهشت گمشده                      |
| ۱۳۸۹    | آلزایمر                         |
| ۱۳۸۸    | باغ قرمز                        |
| ۱۳۸۸    | فاصله                           |
| ۱۳۸۸    | باغ شیشه‌ای (مجموعه تلویزیونی)   |
| ۱۳۸۷    | پس از سال‌ها (مجموعه تلویزیونی)  |
| ۱۳۸۷    | کارناوال مرگ                    |
| ۱۳۸۷    | آخرین دعوت (مجموعه تلویزیونی)   |
| ۱۳۸۷    | روز حسرت (مجموعه تلویزیونی)     |
| ۱۳۸۶    | پازل (فیلم تلویزیونی)           |
| ۱۳۸۵    | رئیس                            |
| ۱۳۸۴    | رؤیای خیس                       |
| ۱۳۸۴    | گزارش مریم                      |
| ۱۳۸۲    | فصل ممنوعه                      |
| ۱۳۸۲    | شهر زیبا                        |
| ۱۳۸۱    | رقص در غبار                     |
| ۱۳۷۹–۸۰ | نیستان (مجموعه تلویزیونی)       |
| ۱۳۷۸    | چشمهایش                         |
| ۱۳۷۸    | مرد بارانی                      |
| ۱۳۷۷    | چشم عقاب                        |
| ۱۳۷۷    | خط‌ها و سایه‌ها                   |
| ۱۳۷۶    | تارهای نامرئی                   |
| ۱۳۷۶    | یاغی                            |
| ۱۳۷۵    | ارابه مرگ                       |
| ۱۳۷۵    | در سرزمینی دیگر                 |
| ۱۳۷۵    | روی خط مرگ                      |
| ۱۳۷۴    | دشمن                            |
| ۱۳۷۴    | قانون                           |
| ۱۳۷۴    | دایره سرخ                       |
| ۱۳۷۳    | مروارید سیاه                    |
| ۱۳۷۳    | اشک و لبخند                     |
| ۱۳۷۳    | تجارت                           |
| ۱۳۷۳    | شریک زندگی                      |
| ۱۳۷۳    | منطقه ممنوع                     |
| ۱۳۷۳    | می‌خواهم زنده بمانم              |
| ۱۳۷۲    | آخرین خون                       |
| ۱۳۷۲    | ترانزیت                         |
| ۱۳۷۱    | بندر مه‌آلود                     |
| ۱۳۷۱    | طعمه                            |
| ۱۳۷۱    | گریز                            |
| ۱۳۷۱    | ردپای گرگ                       |
| ۱۳۷۰    | دو نفر و نصفی                   |
| ۱۳۷۰    | تبعیدی‌ها                        |
| ۱۳۷۰    | انفجار در اتاق عمل              |
| ۱۳۶۸    | فیل در تاریکی                   |
| ۱۳۶۸    | مرگ پلنگ                        |
| ۱۳۶۷    | دلار                            |
| ۱۳۶۶    | کانی مانگا                      |
| ۱۳۶۶    | کمینگاه                         |
| ۱۳۶۶    | ترن                             |
| ۱۳۶۵    | جدال در تاسوکی                  |
| ۱۳۶۴    | گمشده                           |
| ۱۳۶۴    | سمندر                           |
| ۱۳۶۴    | گردباد                          |
| ۱۳۶۴    | آوار                            |
| ۱۳۶۴    | مستند داستانی «تاریخ قشم»       |
| ۱۳۶۳    | ریشه در خون                     |
| ۱۳۶۳    | پایگاه جهنمی                    |
| ۱۳۶۲    | سناتور                          |
| ۱۳۶۲    | پرونده                          |
| ۱۳۶۱    | سفیر                            |
| ۱۳۶۱    | عفریت                           |
| ۱۳۶۰    | بازرس ویژه                      |
| ۱۳۵۸    | جنگ اطهر                        |
| ۱۳۵۷    | امشب اشکی می‌ریزد                |
| ۱۳۵۷    | سایه‌های بلند باد                |
| ۱۳۵۷    | هجرت                            |
| ۱۳۵۶    | خاتون                           |
| ۱۳۵۶    | سرباز                           |
| ۱۳۵۵    | غزل                             |
| ۱۳۵۵    | وقتی که آسمان بشکافد            |
| ۱۳۵۴    | چشم‌انتظار                       |
| ۱۳۵۳    | گوزن‌ها                          |
| ۱۳۵۳    | صلات ظهر                        |
| ۱۳۵۲    | خاک                             |
| ۱۳۴۷    | بیگانه بیا                      |

## جوایز و نامزدی‌ها

### جشنوارهٔ فیلم فجر
| سال  | فیلم         | رده                        | نتیجه |
| ---- | ------------ | -------------------------- | ----- |
| ۱۳۶۶ | ترن          | بهترین بازیگر نقش اول مرد  | برنده |
| ۱۳۷۱ | بندر مه آلود | بهترین بازیگر نقش اول مرد  | برنده |
| ۱۳۷۱ | رد پای گرگ   | بهترین بازیگر نقش اول مرد  | نامزد |
| ۱۳۷۸ | مرد بارانی   | بهترین بازیگر نقش اول مرد  | برنده |
| ۱۳۸۲ | شهر زیبا     | بهترین بازیگر نقش مکمل مرد | نامزد |
| ۱۳۹۱ | گناهکاران    | بهترین فیلم                | نامزد |
| ۱۳۹۸ | خروج         | بهترین بازیگر نقش اول مرد  | نامزد |

### جشن سینمای ایران
| سال  | فیلم        | رده                       | نتیجه |
| ---- | ----------- | ------------------------- | ----- |
| ۱۳۷۹ | مرد بارانی  | بهترین بازیگر نقش اول مرد | نامزد |
| ۱۳۸۲ | رقص در غبار | بهترین بازیگر نقش اول مرد | برنده |
| ۱۳۸۳ | شهر زیبا    | بهترین بازیگر نقش اول مرد | نامزد |

### جشن دنیای تصویر
| سال  | فیلم        | رده                      | نتیجه |
| ---- | ----------- | ------------------------ | ----- |
| ۱۳۷۹ | چشم‌هایش     | بهترین بازیگر مرد سینما  | برنده |
| ۱۳۸۲ | رقص در غبار | بهترین بازیگر مرد سینما  | نامزد |
| ۱۳۸۴ | شهرزیبا     | بهترین بازیگر مرد سینما  | نامزد |
| ۱۳۹۳ | گناهکاران   | بهترین فیلم              | نامزد |
| ۱۳۹۳ | گناهکاران   | بهترین کارگردانی         | نامزد |
| ۱۳۹۳ | گناهکاران   | بهترین بازیگر مرد سینما  | نامزد |
| ۱۳۹۳ | گناهکاران   | جایزه ویژه هیئت داوران   | برنده |
| ۱۳۹۹ | خروج        | بهترین بازیگر مرد سینما  | نامزد |
| ۱۳۹۹ | _           | جایزه یک عمر فعالیت هنری | برنده |

### جشنوارهٔ سینمایی سپاس
| سال  | فیلم | رده                        | نتیجه |
| ---- | ---- | -------------------------- | ----- |
| ۱۳۵۲ | خاک  | بهترین بازیگر نقش مکمل مرد | برنده |

### جشنوارهٔ فیلم آسیا پاسیفیک
| سال  | فیلم        | رده                        | نتیجه |
| ---- | ----------- | -------------------------- | ----- |
| ۲۰۰۳ | رقص در غبار | بهترین بازیگر نقش مکمل مرد | برنده |

### جشنوارهٔ بین‌المللی فیلم مسکو
| سال  | فیلم        | رده                    | نتیجه |
| ---- | ----------- | ---------------------- | ----- |
| ۲۰۰۳ | رقص در غبار | جایزه ویژه هیئت داوران | برنده |

### جشنوارهٔ بین‌المللی فیلم هند
| سال  | فیلم     | رده                    | نتیجه |
| ---- | -------- | ---------------------- | ----- |
| ۲۰۰۴ | شهر زیبا | جایزه ویژه هیئت داوران | برنده |

### جشنوارهٔ بین‌المللی فیلم حراره
| سال  | فیلم    | رده               | نتیجه |
| ---- | ------- | ----------------- | ----- |
| ۲۰۰۱ | چشم‌هایش | بهترین بازیگر مرد | برنده |